# Parktheater Eindhoven
Parktheater Eindhoven is de benaming die gebruikt wordt voor het theatergebouw dat net ten zuiden van het centrum van Eindhoven, direct aan het Stadswandelpark, gesitueerd is. Aan deze ligging dankt het theater zijn naam. Voor de verbouwing, die in begin 2007 afgerond werd, was de naam Stadsschouwburg Eindhoven.

## Geschiedenis

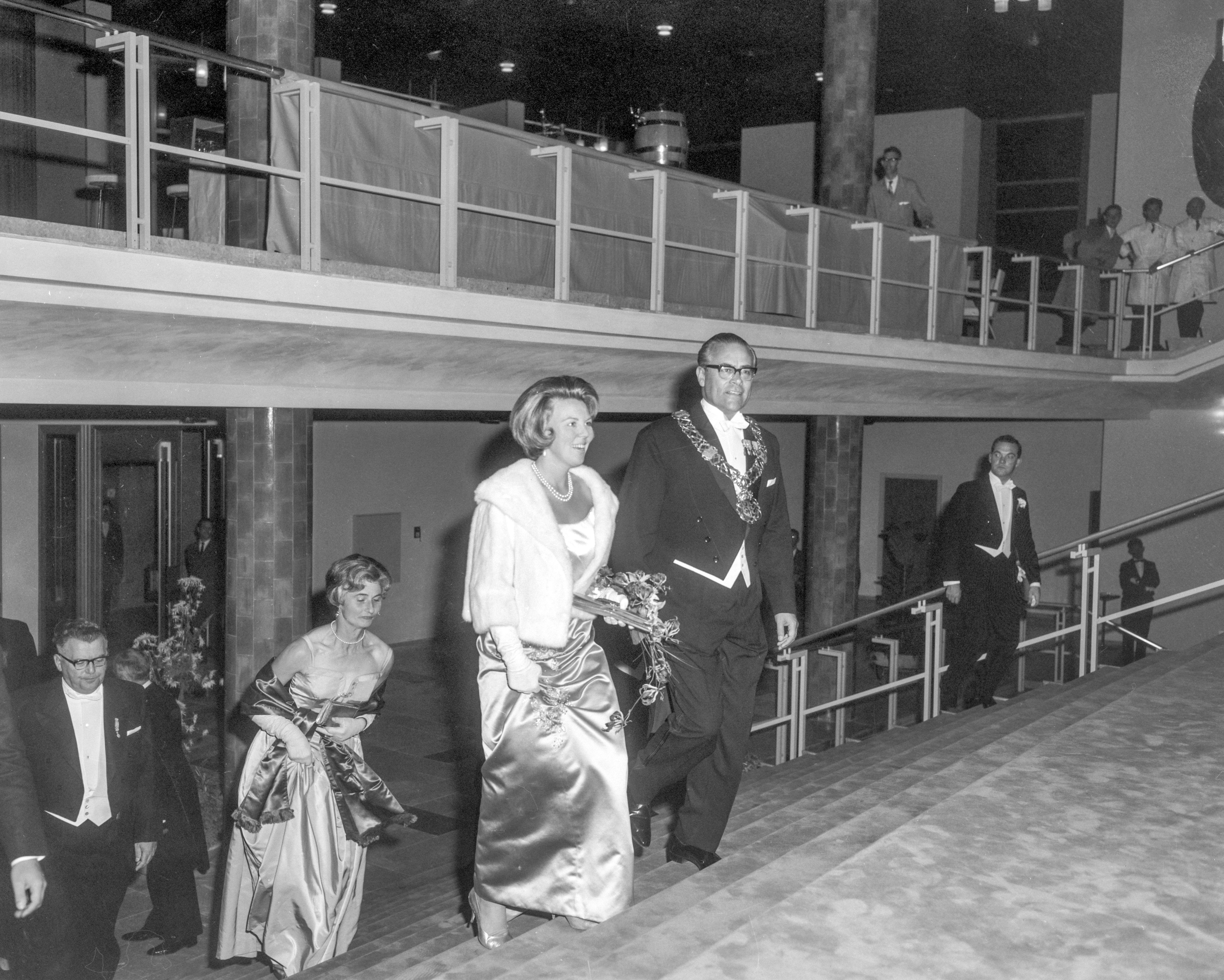
Prinses Beatrix bij de opening in 1964 van de Stadsschouwburg

De door Cees Geenen en Leo Oskam ontworpen Stadsschouwburg werd op 2 oktober 1964 geopend in aanwezigheid van prinses Beatrix. De stadsschouwburg was toen erg modern en vrij uniek in Europa. De eerste directeur was Ben Ullings. Ullings trok veel vernieuwend theater aan, en dit zorgde zelfs voor veel toeloop van toneelliefhebbers uit België. Ullings is opgevolgd door Jan Reijs. Na Reijs werd een directeur benoemd die een arbeidsconflict kreeg met de gemeente Eindhoven. In 1992 werd Fons Bruins benoemd tot directeur.
Eind jaren 90 werd de wens een nieuwe zaal te bouwen steeds groter. Uiteindelijk is de multifunctionele Philipszaal er gekomen en zijn de voormalige Grote Zaal en Globetheater gerenoveerd. De architect voor zowel de renovatie en de nieuwbouw was het Eindhovens Bureau Architecten. Op 16 januari 2007 werd het Parktheater geopend. De nieuwbouw was een initiatief van Fons Bruins die na 14 jaar directeurschap op 3 september 2007 met pensioen ging. Bruins was goed in staat om sponsoren voor het project over de brug te krijgen. Op 3 september 2007 werd hij opgevolgd door de huidige directeur, Giel Pastoor, voormalig directeur van schouwburg De Tamboer in Hoogeveen.
De gemeente Eindhoven heeft het Parktheater in maart 2016 aangewezen als gemeentelijk monument teneinde ze te beschermen tegen afbraak.

### Financiële problemen rond de nieuwbouw
De nieuwbouw zorgde echter voor problemen waar het Parktheater nog enige tijd mee bezig zou zijn. Er kwamen in de loop van 2007 signalen dat er grote tekorten waren op de begroting van het Parktheater. Het college van B. en W. gaf november 2007 een opdracht tot onderzoek aan het accountantsbureau Ernst & Young.
Eind januari 2008 ontstond een bestuurlijke crisis bij het Parktheater als gevolg van de ontstane tekorten op de begroting. De wethouder van cultuur van de gemeente Eindhoven, Marriët Mittendorff (CDA), wilde een direct gesprek over deze kwestie met de verantwoordelijk directeur. De Raad van Commissarissen van de NV Stadsschouwburg Eindhoven voelde zich hierin gepasseerd, zag dit als een motie van wantrouwen, en trad daarop in zijn geheel af.
Juni 2008 werd het rapport van accountantsbureau Ernst & Young bekendgemaakt. Dit rapport was opgesteld in opdracht van B en W. De tekorten waren ontstaan door de kosten van de nieuwbouw die nog niet volledig zijn afgeboekt, de hogere exploitatiekosten (energie) en tegenvallende inkomsten voor enkele dure producties.
De gemeenteraad besprak het rapport van Ernst & Young in september 2008. De oppositie toonde zich niet erg tevreden en beklaagde zich over de gebrekkige informatieverstrekking. De financiële controle op het Parktheater was toen al in handen gelegd van wethouder financiën, Hans-Martin Don (SP). Het Parktheater moet uiterlijk 1 november 2008 een meerjarig bedrijfsplan presenteren en uiterlijk 15 december 2008 een saneringsplan.
De bom barstte toen op 17 september, een week na de raadsvergadering, een conceptversie van het Ernst & Young-rapport uitlekte naar het Eindhovens Dagblad. Hieruit zou blijken dat een belastende passage over de verantwoordelijk wethouder cultuur was geschrapt. De oppositie vroeg een interpellatiedebat aan dat zeer chaotisch verliep. Uiteindelijk werden de tot dan toe geheime notulen van B en W -vergaderingen over het Parktheater openbaar gemaakt voor de gemeenteraad. De Eindhovense Rekenkamercommissie zou een onderzoek starten naar de rapportage rond het Parktheater.

## Zalen
Het theater beschikt over de volgende zalen:
- Hertog Jan Zaal: Voorheen Grote Zaal, NRE-Zaal en Endinetzaal. Plaatsen: maximaal 950.[5][6]
- Philipszaal: Deze zaal is begin 2007 opgeleverd. Plaatsen: maximaal 520. Door de telescopisch inschuifbare tribune is deze zaal, naast als theaterzaal, ook in te zetten voor diverse andere activiteiten. Bij veel inwoners van Eindhoven is de zaal bekend als feestzaal tijdens het Federatiebal.
- De Kameleon: Voorheen Globetheater. Deze multifunctionele ruimte wordt gebruikt voor kleinere voorstellingen, inleidingen, presentaties en feesten. Plaatsen: 50-400.

Naast twee grote theaterzalen en een multifunctionele theaterzaal, beschikt het theater over een repetitieruimte, diverse foyers, vergaderruimten en kleedkamers. Welke allemaal ingezet worden voor theaterproducties, repetities van (Eindhovense) theatergezelschappen en commerciële verhuur.

## Foto's

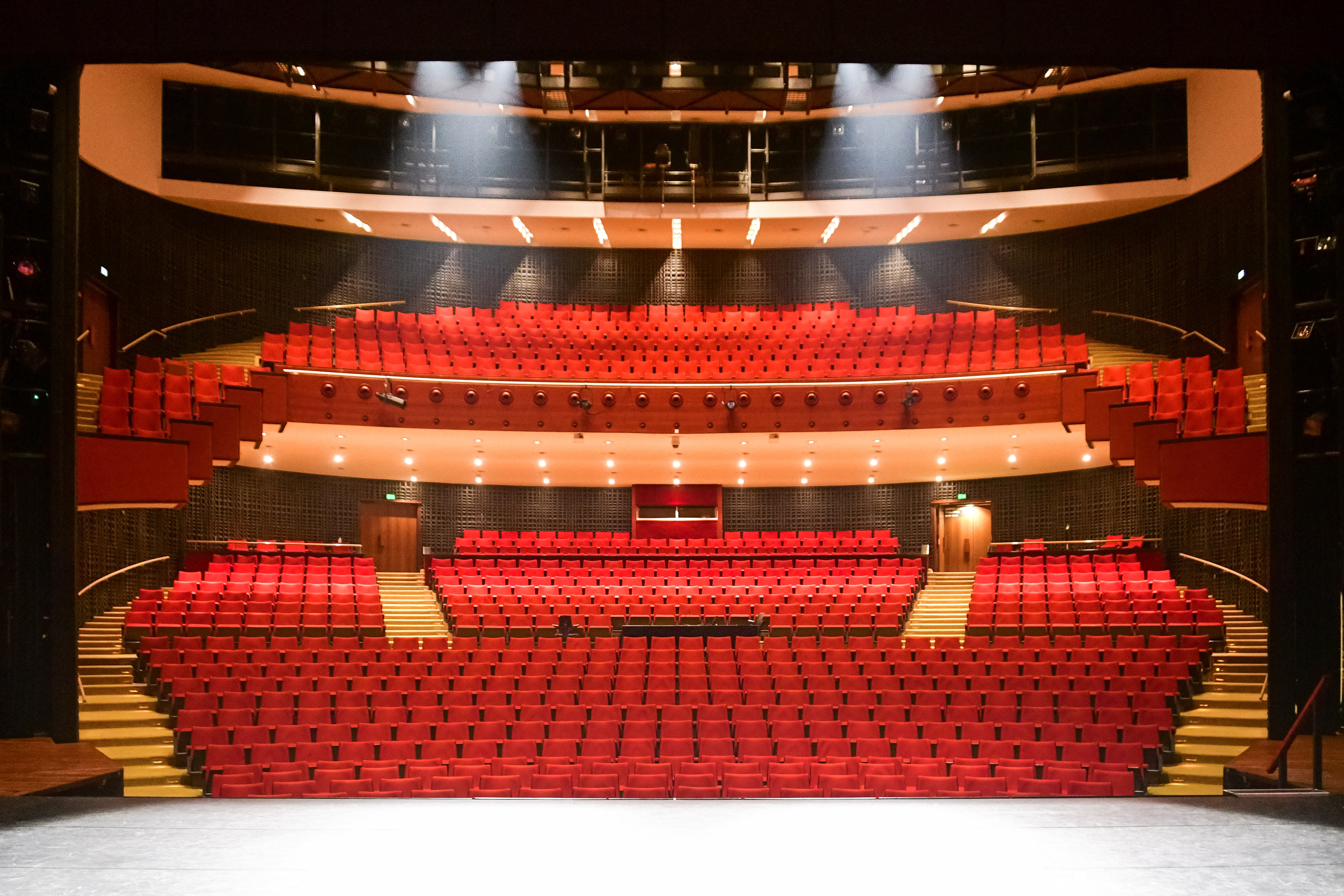
grote zaal
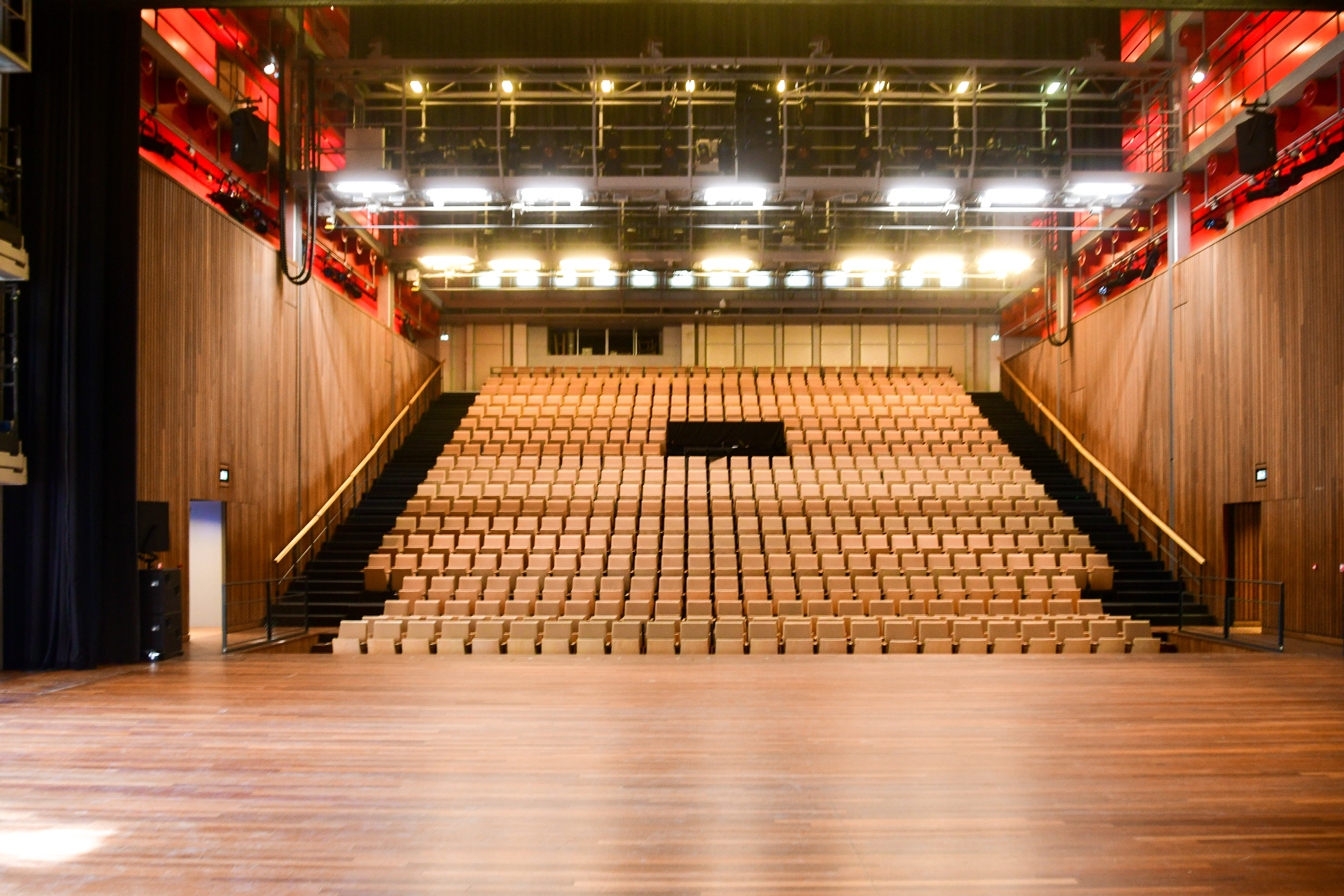
Philipszaal
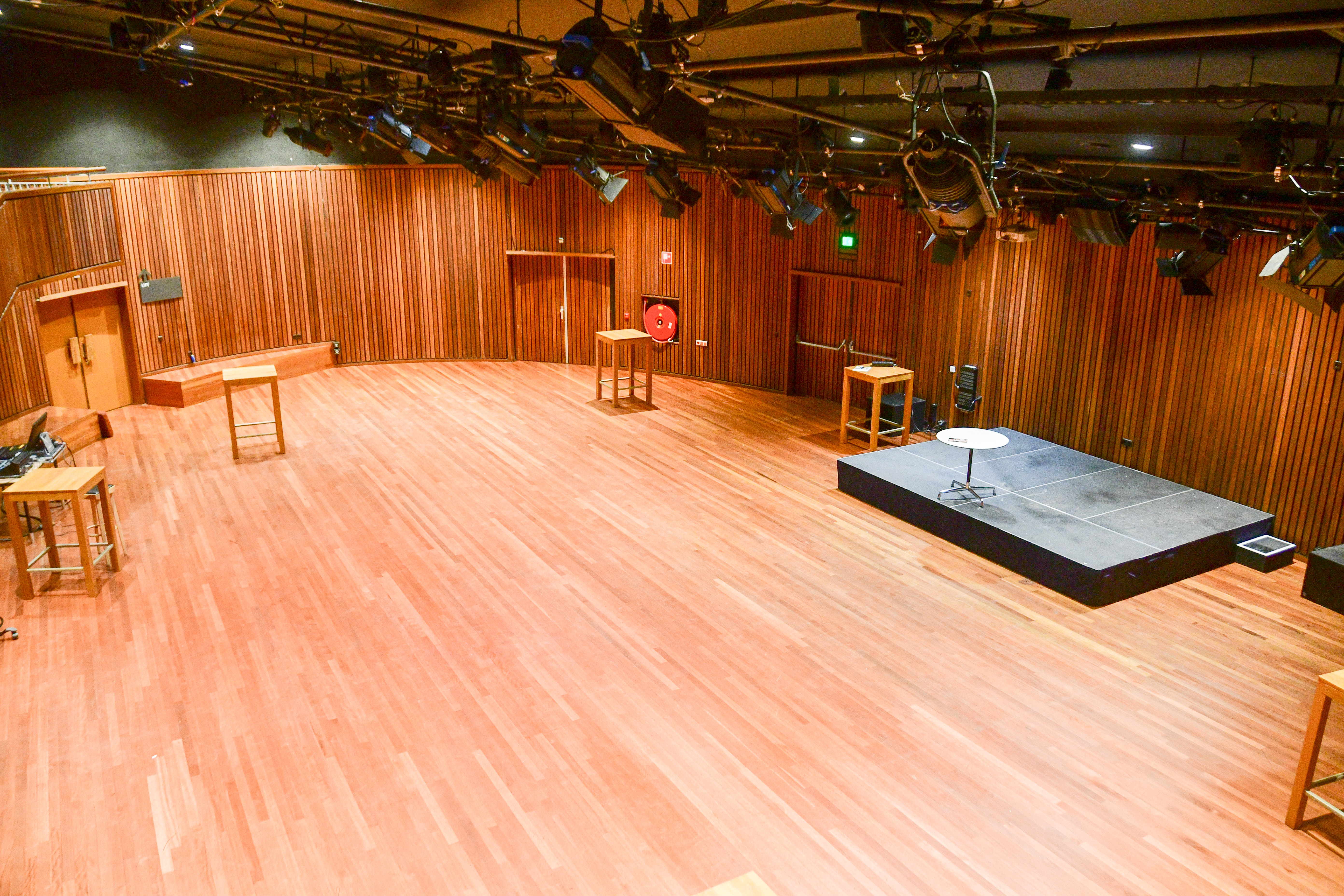
globezaal
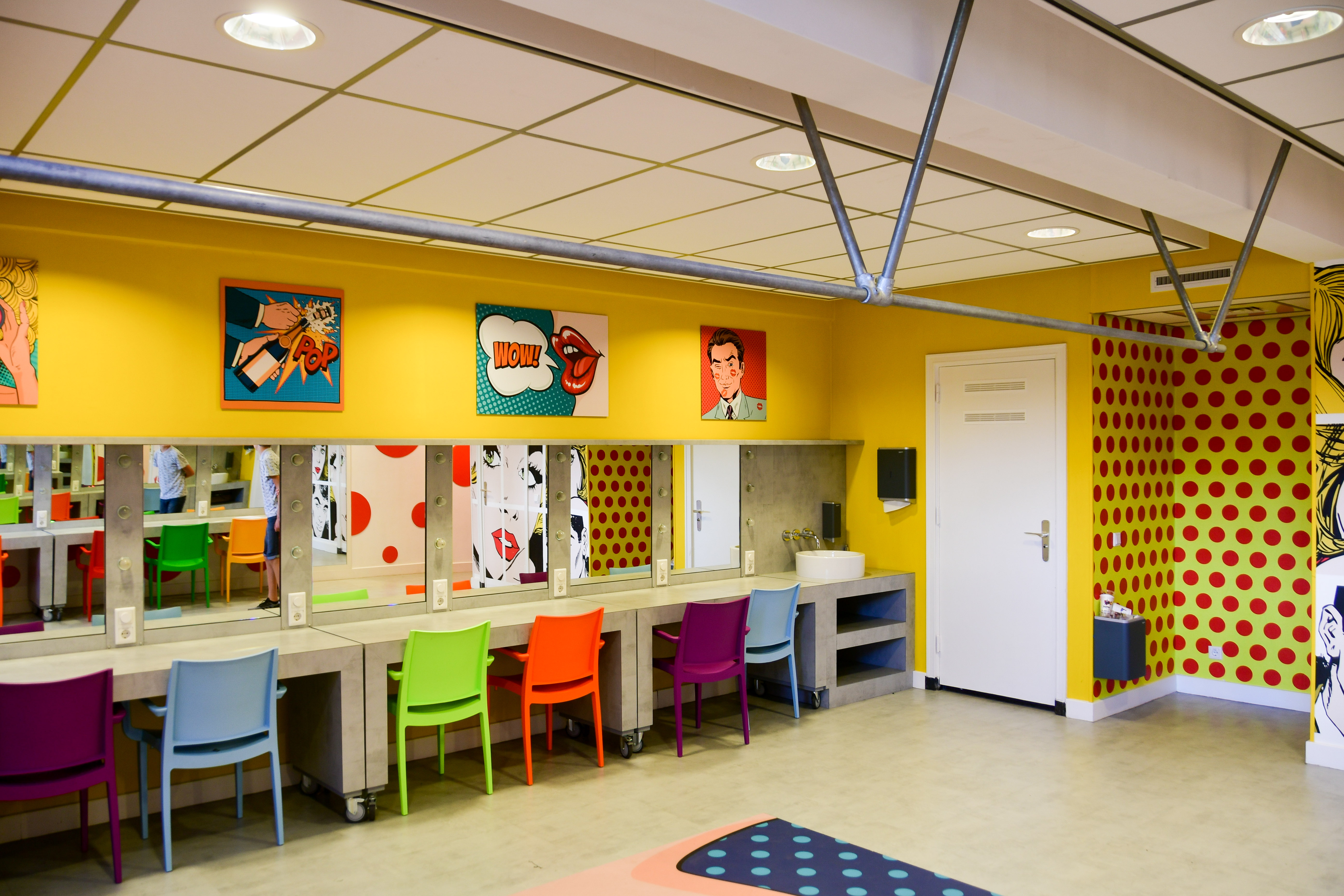
kleedkamer
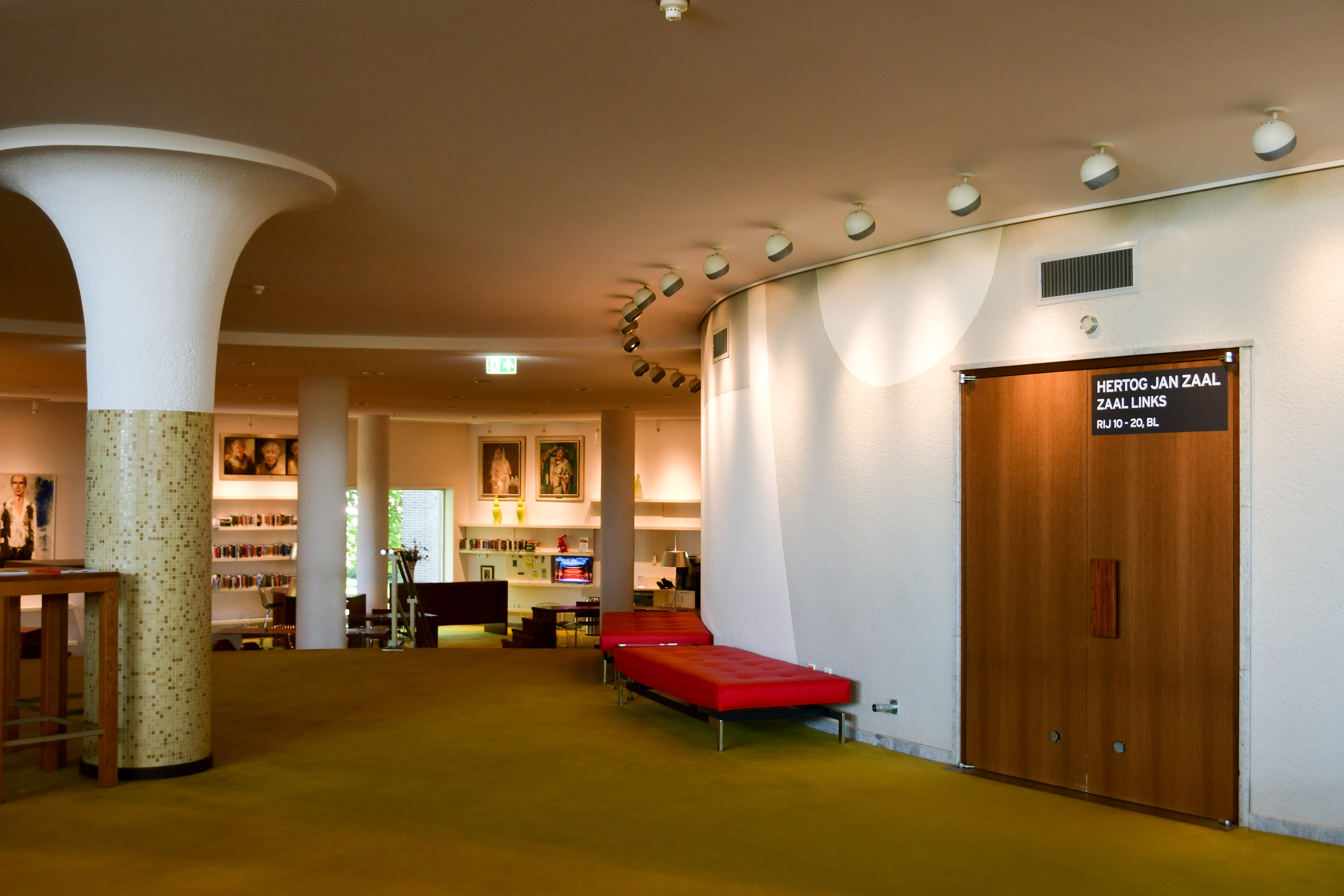
buiten de grote zaal
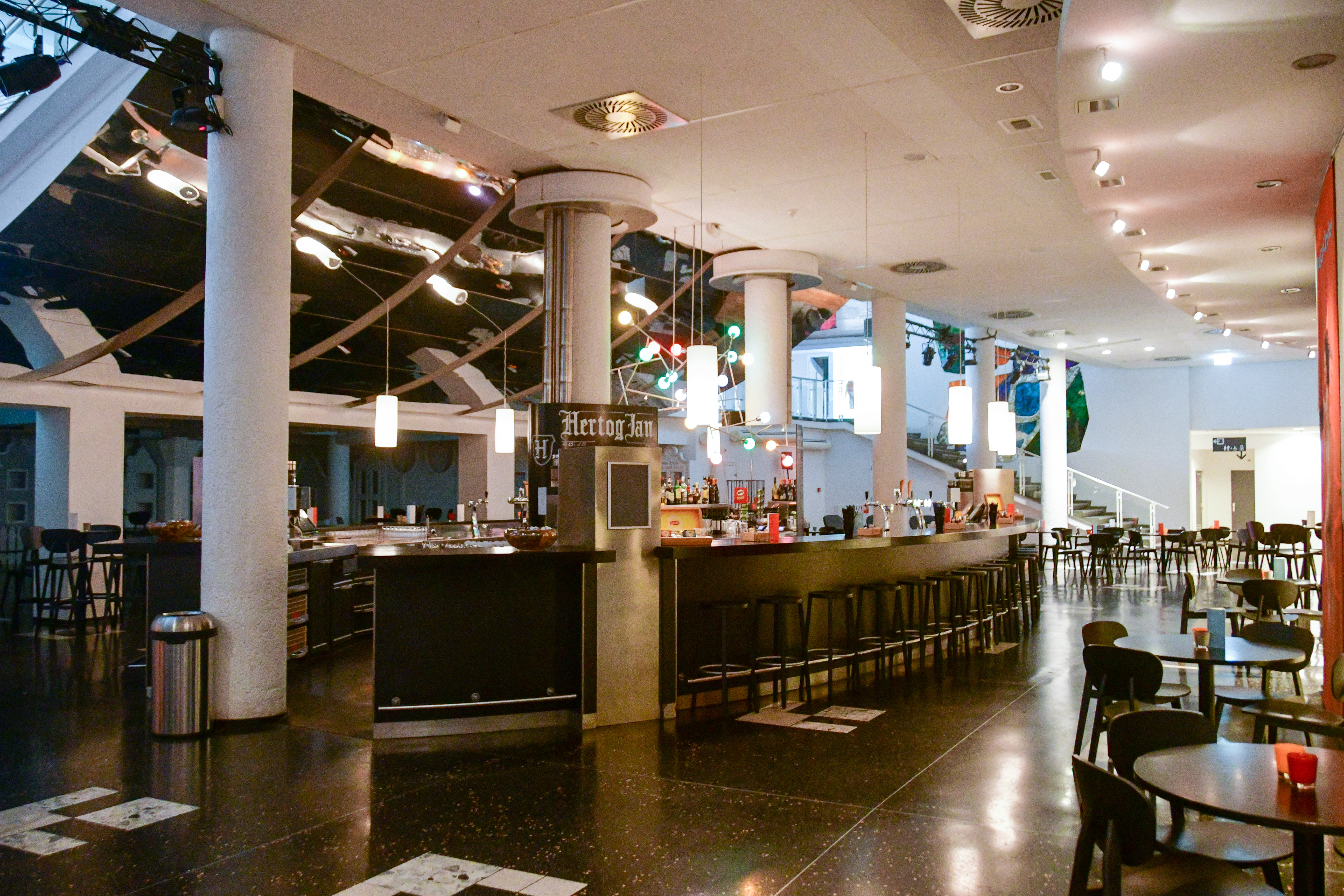
bar bij globezaal
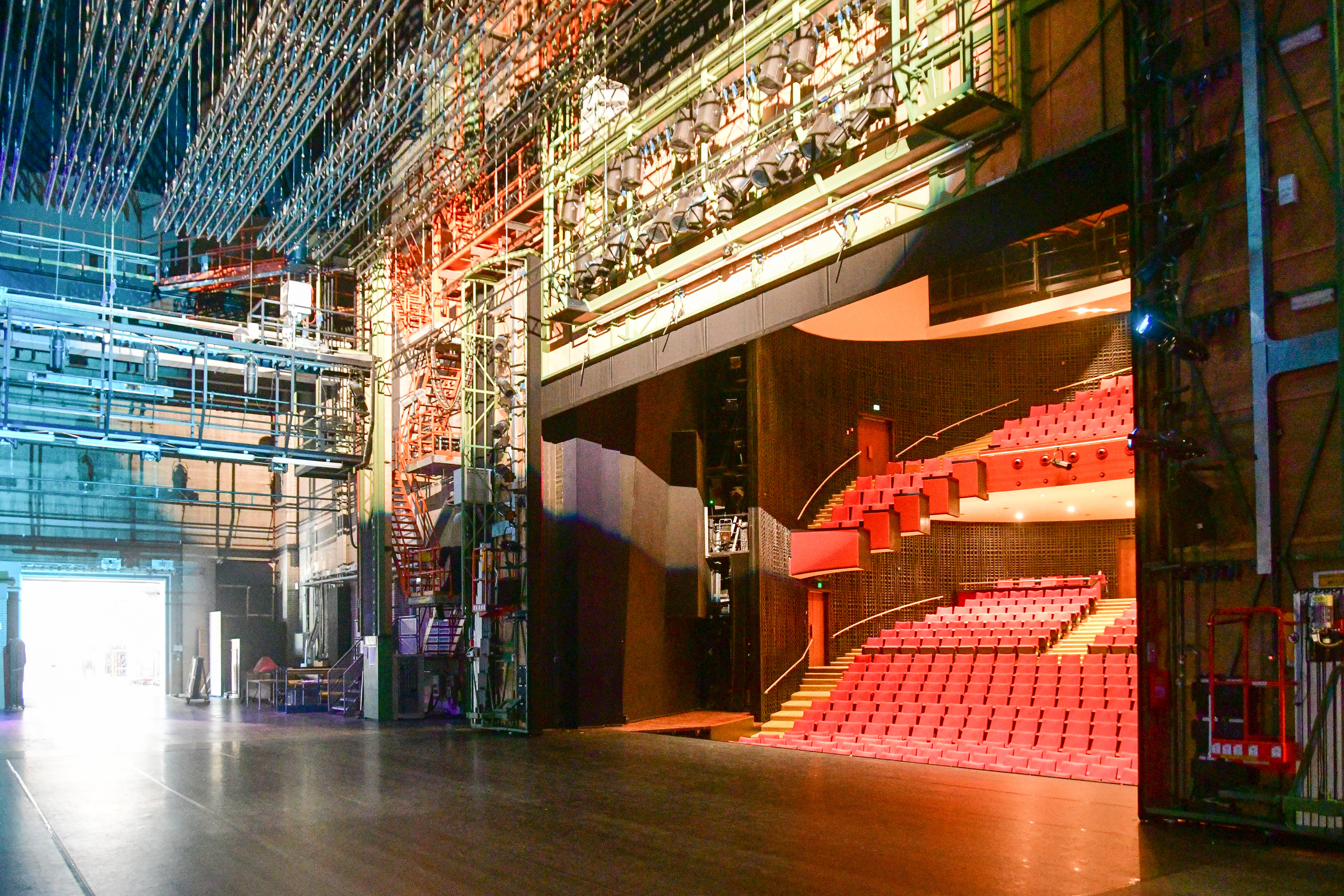
grote zaal achter de schermen

## Directeuren
| Periode      | Directeur    | Vorige betrekking   |
| ------------ | ------------ | ------------------- |
| 1968 -       | Ben Ullings  |                     |
|              | Jan Reijs    |                     |
|              |              |                     |
| 1992 - 2007  | Fons Bruins  |                     |
| 2007 - heden | Giel Pastoor | Tamboer (Hoogeveen) |